# 埃托雷·普里切利
埃托雷·普里切利（義大利語：Ettore Puricelli，1916年9月15日—2001年5月14日），男，乌拉圭、意大利足球运动员。他曾当选1938-1939赛季、1940-1941赛季意甲联赛最佳射手。